# Karl Leimer (Jurist)
Karl Leimer (* 26. September 1882 in Mellrichstadt; † 17. Juli 1942 in München) war ein deutscher Jurist und Generalstaatsanwalt beim Oberlandesgericht München.

## Leben
Karl Leimer studierte Rechtswissenschaften, legte die erste juristische Staatsprüfung ab und leistete seinen Militärdienst als Einjährig-Freiwilliger beim 9. Bayerischen Infanterie-Regiment. 1909 legte er das Große juristische Staatsexamen mit der Note "gut" ab und wurde, nachdem er ein Jahr lang bei einem Rechtsanwalt beschäftigt war, Mitte Dezember 1910 als Hilfsarbeiter im  Staatsministerium der Justiz eingestellt. Zum 1. April 1911 wechselte er als dritter Staatsanwalt zur Staatsanwaltschaft Würzburg. Er musste Kriegsdienst leisten und kam im August 1914 zum 4. Bayerischen Infanterie-Regiment. Er wurde Zugführer, nach seiner Verwundung zum Adjutanten ausgebildet und im 9. Infanterie-Regiment als Adjutant eingesetzt. Mit verschiedenen Armee-Einheiten nahm er an den Kriegshandlungen teil und war zuletzt Hauptmann der Reserve. Nach dem Krieg kehrte er in den Justizdienst zurück und wurde Richter am Amtsgericht Würzburg und später am Landgericht Würzburg, bis er zum 1. Februar 1928 I. Staatsanwalt (Oberstaatsanwalt) beim Amtsgericht Coburg wurde. Zum 1. April 1931 erhielt er die Bestellung zum Landgerichtsdirektor am Landgericht Nürnberg-Fürth. Vom 1. August 1935 an war er in gleicher Funktion beim Landgericht Kempten eingesetzt. Zum 1. Mai 1938 wurde er zum Generalstaatsanwalt am Oberlandesgericht München bestellt und am 3. Mai durch den Staatssekretär Franz Schlegelberger in sein Amt eingeführt. Leimer verstarb im Amt.
Er war zum 1. Februar 1934 in die SA eingetreten und dort Oberscharführer. Am 17. Juni 1937 beantragte er die Aufnahme in die NSDAP und wurde rückwirkend zum 1. Mai desselben Jahres aufgenommen (Mitgliedsnummer 4.249.464).